# Préfecture de Farsan
La préfecture de Farsan (en persan: شهرستان فارسان, shahrestān-e Fārsān) est l'une des dix préfectures (shahrestān) de la province de Chahar Mahaal et Bakhtiari (Iran). La préfecture de Farsan comptait 90111 habitants lors du recensement de 2006.

## Géographie
La préfecture de Farsan est située au centre de la province de Chahar Mahaal et Bakhtiari. Elle est divisée en trois districts (bakhsh) : le district central, le district de Juneghan et le district de Babaheydar. Son chef-lieu est la ville de Farsan et compte cinq autres villes: Juneghan, Babaheydar, Cholicheh, Gujan et Pordanjan. 